# 1874 en sport
Cet article présente les faits marquants de l'année 1874 en sport.

## Alpinisme
- 2 avril : fondation du Club alpin français[1].

## Aviron
- 28 mars : The Boat Race entre les équipes universitaires d'Oxford et de Cambridge. Cambridge s'impose[2].
- 18 juillet : régate universitaire entre Harvard et Yale. Harvard s'impose[3].

## Baseball
- 27 février : premier match de baseball disputé en Angleterre (Kennington Oval de Londres). Des joueurs anglais de cricket signent cette première.
- 3 août : premier match de baseball de la première tournée Spalding en Grande-Bretagne. Boston s’impose face aux Athlétics 24 à 7.
- 1er novembre : les Boston Red Stockings remportent le 4e championnat des États-Unis de baseball organisé par la National Association of Professional Base Ball Players avec 52 victoires et 18 défaites

## Cricket
- Le Gloucestershire County Cricket Club est sacré champion de cricket en Angleterre[4].

## Football
- 10 février : la FA donne autorité aux arbitres pour exclure un joueur inconvenant. Jusque-là, l'expulsion était décidée par les deux capitaines.
- 7 mars : à Glasgow (Hamilton Crescent), l'Angleterre s'impose 1-2 face à l'Écosse devant 7000 spectateurs.
- 14 mars : finale de la 3e FA Challenge Cup, Oxford University AFC 2, Royal Engineers AFC 0, devant 2000 spectateurs au Kennington Oval (Londres). Buteurs : Mackarness et Patton.
- 21 mars : à Glasgow (Hampden Park), finale de la première édition de la Coupe d'Écosse. Queen's Park FC s'impose 2-0 face à Clydesdale FC devant 3000 spectateurs.
- La FA et la Sheffield FA abandonnent toutes deux le changement de côté après chaque but pour établir un seul changement de côté de terrain par match, à la mi-temps.
- Des joueurs de cricket de la Villa Cross Wesleyan Chapel fondent le club de football anglais d’Aston-Villa.
- Sous l’impulsion du professeur Thomas Ogden, les élèves de la Christ Church Sunday School fondent le club de football anglais de Christ Church FC (futur Bolton Wanderers, dès 1877).

## Golf
- 10 avril : Mungo Park remporte l'Open britannique à Musselburgh Links[5].

## Joute nautique
- Pascal (dit Pascalou) remporte le Grand Prix de la Saint-Louis à Cette[6].

## Rugby à XV
- 23 février : l’Angleterre bat l’Écosse à Londres[7].

## Sport hippique
- Angleterre : George Frederick gagne le Derby d'Epsom[8].
- Angleterre : Reugny gagne le Grand National[9].
- Irlande : Ben Battle gagne le Derby d'Irlande[10].
- France : Saltarelle gagne le Prix du Jockey Club[11].
- France : Destinée gagne le Prix de Diane[12].
- Australie : Haricot gagne la Melbourne Cup[13].
- États-Unis : Saxon gagne la Belmont Stakes[14].

## Tennis
- 23 février : l’Anglais Walter Clopton Wingfield dépose un brevet pour l’invention d’un nouveau sport : le sphairistike[15]. De fait, Wingfield s’appuie sur le jeu de paume et l’invention du caoutchouc qui permet de réaliser des balles pouvant rebondir sur l’herbe. Le sphairistike est l’ancêtre du tennis.

## Naissances
- 4 janvier : George Adee, joueur de tennis puis dirigeant sportif américain. († 31 juillet 1948).
- 12 janvier : James Juvenal, rameur américain. († 1er septembre 1942).
- 13 janvier : Nikolaï Panine, patineur artistique et tireur russe. († 19 janvier 1956).
- 20 janvier : 
  - Steve Bloomer, footballeur anglais. († 16 avril 1938).
  - Hjalmar Johansson, plongeur suédois. († 30 septembre 1957).
- 14 février : Dan Bain, hockeyeur sur glace canadien. († 15 août 1962).
- 24 février : Honus Wagner, joueur de baseball américain. (†  6 décembre 1955).
- 13 mars : Ellery Clark, athlète de sauts américain. († 17 février 1949).
- 15 mars : Benjamin Jamieson, joueur de crosse canadien. († 3 décembre 1915).
- 21 mars : 
  - Hubert Le Blon, pilote de courses automobile puis aviateur français. († 2 avril 1910).
  - Alfred Tysoe, athlète de fond et demi-fond britannique. († 26 octobre 1901).
- 23 mars : Grantley Goulding, athlète de haies britannique. († 1944).
- 27 mars : Jean Cau, rameur français. († ? 1921).
- 4 avril : Otto Salzer, pilote de courses automobile allemand. († 7 janvier 1944).
- 8 avril : Manuel Díaz, sabreur et fleurettiste cubain. († 20 février 1929).
- 12 avril : William Foulke, footballeur anglais. († 1er mai 1916).
- 23 avril : Wilhelm Werner, pilote de courses automobile allemand. († 9 mars 1947).
- 25 avril : Ernest Webb, athlète de marches athlétiques britannique. († 24 février 1934).
- ? avril : Walter Bennett, footballeur anglais. († 6 avril 1908).
- 1er mai : Paul van Asbroeck, tireur belge. († ? 1959).
- 26 mai : Henri Farman, cycliste sur piste et sur route, pilote de courses automobile, aviateur puis industriel britannique et ensuite français. († 17 juillet 1958).
- 9 juin :
  - Launceston Elliot, haltérophile britannique. († 8 août 1930).
  - Lewis Sheldon, athlète de sauts américain. († 18 février 1960).
- 22 juin : Viggo Jensen, haltérophile, tireur, gymnaste et athlète de lancers danois. († 2 novembre 1930).
- 15 juillet : Gwyn Nicholls, joueur de rugby gallois. († 24 mars 1939).
- 29 juillet : Auguste Giroux, joueur de rugby à XV français. († 9 août 1953).
- 30 juillet : Billy Meredith, footballeur gallois. († 19 avril 1958).
- 3 août : Pierre de Crawhez, pilote de courses automobile belge. († 29 avril 1925).
- 9 août : Albin Lermusiaux, athlète de fond et de demi-fond français. (†  ? 1940).
- 11 août : Billy Dunlop, footballeur écossais. († 28 novembre 1941).
- 5 septembre : Nap Lajoie, joueur de baseball américain. († 7 février 1959).
- 11 septembre : Henri Gauban, cycliste sur route français. († 10 février 1958).
- 20 septembre : George William Smith, joueur de rugby à XV et à XIII néo-zélandais. († 7 décembre 1954).
- 23 septembre : Francis Lane, athlète de sprint américain. († 17 février 1927).
- 27 septembre : Paul Jamin, pilote de courses automobile français. († 12 décembre 1952).
- 21 octobre : Richard Benz, pilote de course automobile et industriel allemand. († 19 septembre 1955).
- 2 novembre : Tom Baddeley footballeur anglais. († 24 septembre 1946).
- 21 novembre : Henri Deloge, athlète de fond et de demi-fond français. († 27 décembre 1961).
- 22 novembre : Eugène Balme, tireur français. († 24 février 1914).
- 24 novembre : Charles William Miller, footballeur brésilien. († 30 juin 1953).
- 25 novembre : Joe Gans, boxeur américain. († 10 août 1910).
- 27 novembre : Alfred Chalk, footballeur anglais. († 25 juin 1954).
- 15 décembre : Gustave Caillois, pilote de courses automobile français. († 13 février 1958).
- ? : Bartomeu Terradas, footballeur espagnol. († ? 1948).